# Borsippa

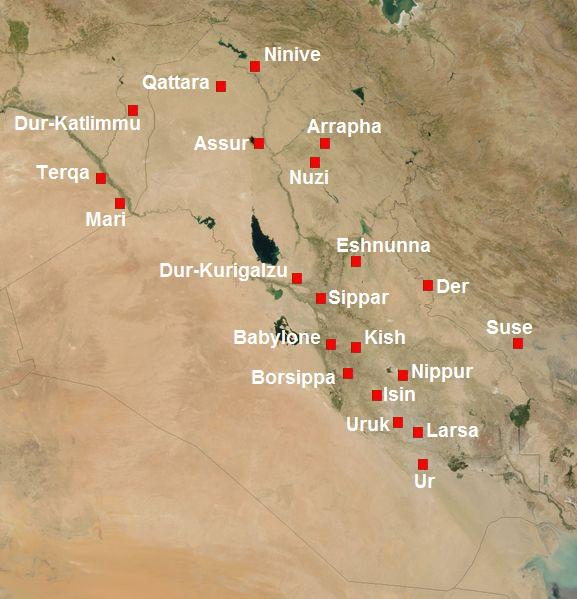
Mesopotamien 1000-talet f.Kr.

Borsippa var en babylonisk stad som låg omkring 20 kilometer från Babylon och förenad med Babylon genom en kanal. 
Guden Nabus huvudtempel låg här, och varje år vid nyårsfesten fördes hans staty i procession från Nabus till Babylon. Ruiner bland annat efter ziqqurat finns på platsen och grävdes ut bland annat av Hormuzd Rassam 1879-1880 och av Robert Koldewey 1902.